# Pliobothrus seriatus
Pliobothrus seriatus är en nässeldjursart som beskrevs av Hjalmar Broch 1942. Pliobothrus seriatus ingår i släktet Pliobothrus och familjen Stylasteridae. Inga underarter finns listade i Catalogue of Life.